# Sałamat Utarbajew
Sałamat Żubatkanowicz Utarbajew (ur. 7 listopada 1981) – kazachski judoka. Olimpijczyk z Pekinu 2008, gdzie zajął 21. miejsce w wadze ekstralekkiej.
Zajął piąte miejsce na mistrzostwach świata w 2005; uczestnik zawodów w 2007 i 2009. Startował w Pucharze Świata w 2001, 2002, 2005, 2008, 2009 i 2011. Brązowy medalista igrzysk azjatyckich w 2006, a także mistrzostw Azji w 2005 i 2008. Wicemistrz igrzysk centralnej Azji w 2003 roku.

## Letnie Igrzyska Olimpijskie 2008
| Konkurencja | Eliminacje          | Klas. końcowa |
| Konkurencja | Przeciwnik I        | Miejsce       |
| ----------- | ------------------- | ------------- |
| 60 kg       | Liu Renwang (CHN) P | 21.           |